# Naproksen
Naproksén je nesteroidno protivnetno zdravilo, ki se uporablja pretežno kot antirevmatik, učinkovit pa je tudi za zniževanje vročine ter lajšanje bolečin, kot so na primer menstrualni krči. Je derivat propionske kisline. Na trgu je v obliki peroralnih pripravkov (za zaužitje), tudi takih s podaljšanim delovanjem. Učinek nastopi okoli eno uro po zaužitju in traja do dvanajst ur.
Med pogoste neželene učinke spadajo omotica, glavobol, nastajanje modric, preobčutljivostne reakcije, zgaga in bolečina v trebuhu. Hudi neželeni učinki, ki se lahko pojavijo ob uporabi naproskena, so povečano tveganje za bolezni srca, možganska kap, krvavitev iz prebavil in želodčna razjeda. Tveganje za bolezni srca je morda manjše kot pri uporabi drugih nesteroidnih protivnetnih zdravil. Uporaba naproksena se odsvetuje pri bolnikih z ledvičnimi boleznimi ter pri nosečnicah v zadnjem trimesečju nosečnosti.
Naproksen je neselektiven zaviralec ciklooksigenaze (COX). Kot druga nesteroidna protivnetna zdravila deluje protivnetno tako, da zmanjša proizvodnjo vnetnih posrednikov, imenovanih prostaglandini.
Naproksen so patentirali leta 1967, za klinično uporabo pa so ga v ZDA odobrili leta 1976. Na tržišču so tako zdravila brez recepta kot zdravila na recept, ki vsebujejo naproksen.